# Love Canal

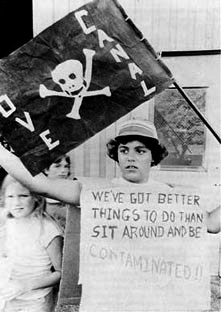
Manifestation à Love Canal en 1978

Love Canal est une banlieue de la ville de Niagara Falls dans l'État de New York, aux États-Unis.
Elle est rendue célèbre à la fin des années 1970 à la suite de la découverte de décharges toxiques passées sous silence par les industriels concernés. Le site comportait 22 000 tonnes de produits toxiques rejetés par la société Hooker Chemical Company (en), acquise plus tard par Occidental Petroleum,.

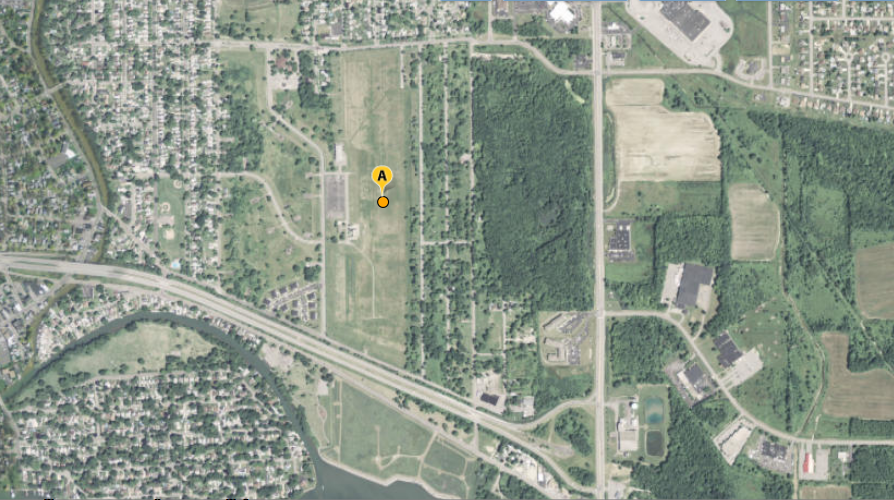
Image satellite du "Love Canal", le rectangle vert pâle au milieu, marqué par un "A".

Le nom de « Love Canal » vient de l'entrepreneur local William Love, qui fit construire un canal au début des années 1890, projet qui ne fut pas mené à son terme, mais laissa un fossé de 1 000 m de long. Le terrain fut racheté en 1941 par la compagnie Hooker Chemical.
Il a été utilisé pendant des dizaines d'années en tant que décharge pour l'enfouissement de déchets industriels banals mais aussi dangereux, dont 22 000 tonnes de produits toxiques. Cette décharge était à proximité de l'usine Hooker Chemical. Après sa fermeture en 1953, des lotissements et une école ont été construits. Les habitants ont constaté l'infiltration de produits chimiques dans le sous-sol, à la suite de plaintes d'odeurs et de rejets pollués. Les lixiviats de la décharge étaient en train de remonter à la surface de la nappe phréatique. Cette crise environnementale et sanitaire a conduit à l'évacuation de 950 familles. Le scandale a été révélé par un journal local en 1976, et le site a été évacué en 1978. Depuis Love Canal est devenue une zone interdite. La partie la plus polluée du site a été entourée de fils barbelés à 2,4 m de hauteur. 
En 2004, une annonce officielle a déclaré que les 28 hectares de site ont été réhabilités après plus de 20 ans d'études et travaux. La zone habitable de Love Canal est désormais nommée Black Creek Village. Malgré les déclarations affirmant que la zone n'était plus dangereuse, les nouveaux résidents de la zone de Love Canal se plaignent encore aujourd'hui de maladies liées aux produits toxiques enterrés.